# حمزه شکیب
حمزه شکیب (زاده ۱۳۴۰) مدیر اجرایی و سیاستمدار ایرانی است که استاد دانشگاه تربیت مدرس از سال ۱۳۸۳ تاکنون است. وی از سال ۱۴۰۰ تا ۱۴۰۳ به‌عنوان رئیس سازمان نظام مهندسی ساختمان فعالیت می‌کرد و از سال ۱۳۸۲ تا ۱۳۹۲ عضو شورای شهر تهران بوده‌است.